# Grevillea montis-cole
Espèce
Classification phylogénétique
Grevillea montis-cole est une espèce d'arbuste de la famille des Proteaceae endémique dans le centre-ouest du Victoria. Il peut mesurer de 0,6 à 1,5 mètre de hauteur et 3 m de diamètre.
On en distingue deux sous espèces:
- Grevillea montis-cole subsp. montis-cole R.V.Sm. aux fleurs rouges
- Grevillea montis-cole subsp. brevistyla R.V.Sm. 1983 aux fleurs pourpres.